# U.S. Men's Clay Court Championships 2019
U.S. Men's Clay Court Championships 2019, oficiálním názvem se jménem sponzora Fayez Sarofim & Co. U.S. Men's Clay Court Championships 2019, byl tenisový turnaj pořádaný jako součást mužského okruhu ATP Tour, který se odehrával v areálu River Oaks Country Club na otevřených antukových dvorcích. Konal se mezi 8. až 14. dubnem 2019 v texaském Houstonu jako padesátý první ročník turnaje.
Turnaj s rozpočtem 652 245 dolarů patřil do kategorie ATP Tour 250. Nejvýše nasazeným hráčem ve dvouhře se stal třicátý devátý hráč světa Steve Johnson ze Spojených států, který z pozice dvojnásobného obhájce trofeje vypadl ve druhém kole. Jako poslední přímý účastník do hlavní singlové soutěže nastoupil 115. hráč žebříčku Španěl Marcel Granollers.
Premiérové turnajové vítězství na okruhu ATP Tour vybojoval 22letý Chilan Cristian Garín, který se stal prvním chilským šamionem singlové události ATP od triumfu Fernanda Gonzáleze na Chile Open 2009.. Debutovou společnou trofej ze čtyřhry si odvezl mexicko-pákistánský pár Santiago González a Ajsám Kúreší.

## Rozdělení bodů a finančních odměn

### Rozdělení bodů
| Soutěž  | vítězové | finalisté | semifinalisté | čtvrtfinalisté | 16 v kole | 32 v kole | Q  | Q2 | Q1 |
| ------- | -------- | --------- | ------------- | -------------- | --------- | --------- | -- | -- | -- |
| dvouhra | 250      | 150       | 90            | 45             | 20        | 0         | 12 | 6  | 0  |
| čtyřhra | 250      | 150       | 90            | 45             | 0         | —         | —  | —  | —  |

### Finanční odměny
| Soutěž                              | vítězové | finalisté | semifinalisté | čtvrtfinalisté | 16 v kole | 32 v kole | Q2     | Q1     |
| ----------------------------------- | -------- | --------- | ------------- | -------------- | --------- | --------- | ------ | ------ |
| dvouhra                             | $100 600 | $54 395   | $30 040       | $17 065        | $9 820    | $5 880    | $2 845 | $1 420 |
| čtyřhra                             | $33 000  | $16 920   | $9 180        | $5 240         | $3 070    | —         | —      | —      |
| částka ve čtyřhře je uvedena na pár |          |           |               |                |           |           |        |        |

## Mužská dvouhra

### Nasazení
| Stát                         | Hráč               | ATP | Nasazení |
| ---------------------------- | ------------------ | --- | -------- |
| USA                          | Steve Johnson      | 39. | 1.       |
| Francie                      | Jérémy Chardy      | 42. | 2.       |
| Spojené království           | Cameron Norrie     | 55. | 3.       |
| USA                          | Reilly Opelka      | 56. | 4.       |
| USA                          | Taylor Fritz       | 58. | 5.       |
| USA                          | Mackenzie McDonald | 59. | 6.       |
| Austrálie                    | Jordan Thompson    | 67. | 7.       |
| USA                          | Sam Querrey        | 71. | 8.       |
| Žebříček ATP k 1. dubnu 2019 |                    |     |          |

### Jiné formy účasti
Následující hráči obdrželi divokou kartu do hlavní soutěže:
- Bjorn Fratangelo
- Noah Rubin
- Janko Tipsarević

Následující hráči postoupili z kvalifikace:
- Daniel Elahi Galán
- Santiago Giraldo
- Pedja Krstin
- Henri Laaksonen

### Odhlášení
před zahájením turnaje
- John Isner → nahradil jej  Marcel Granollers
- Nick Kyrgios → nahradil jej  Paolo Lorenzi
- Jošihito Nišioka → nahradil jej  Casper Ruud

## Mužská čtyřhra

### Nasazení
| Stát                                                                    | Hráč            | Stát               | Hráč         | ATP | Nasazení |
| ----------------------------------------------------------------------- | --------------- | ------------------ | ------------ | --- | -------- |
| USA                                                                     | Bob Bryan       | USA                | Mike Bryan   | 20. | 1.       |
| USA                                                                     | Austin Krajicek | Nový Zéland        | Artem Sitak  | 80. | 2.       |
| Spojené království                                                      | Luke Bambridge  | Spojené království | Jonny O'Mara | 93. | 3.       |
| Spojené království                                                      | Ken Skupski     | Spojené království | Neal Skupski | 95. | 4.       |
| Žebříček ATP k 1. dubnu 2019; číslo je součtem umístění obou členů páru |                 |                    |              |     |          |

### Jiné formy účasti
Následující páry obdržely divokou kartu do hlavní soutěže:
- Robert Galloway /  Nathaniel Lammons
- Lleyton Hewitt /  Jordan Thompson

### Odhlášení
v průběhu turnajt
- Taylor Fritz]

## Přehled finále

### Mužská dvouhra
- Cristian Garín vs.  Casper Ruud, 7–6(7–4), 4–6, 6–3

### Mužská čtyřhra
- Santiago González /  Ajsám Kúreší vs.  Ken Skupski /  Neal Skupski, 3–6, 6–4, [10–6]